# Best of Natalia
Best of Natalia è una raccolta antologica della cantante belga Natalia, pubblicata il 15 novembre 2010 dall'etichetta discografica BMG Ariola.

## Descrizione
L'album, diviso in due dischi, il primo composto da diciannove brani noti dell'artista più un inedito, Burning Star, duetto con Anastacia pubblicato come singolo prima dell'uscita del disco, il secondo contenente otto brani, sia successi della cantante sia cover di brani noti, registrati in versione acustica.
Il disco ha riscosso un discreto successo di vendita, raggiungendo la diciottesima posizione della classifica belga.

## Tracce
CD
1. I've Only Begun to Fight – 3:32 (Jan Leyers, Michael Garvin)
2. I Want You Back – 4:04 (Jan Leyers, Michael Garvin,)
3. Without You – 3:23 (Pete Ham, Tom Evans, Mike Gibbins, J.C. Molland, Bill Collins)
4. Higher Than the Sun – 2:53 (Yurek Onzia, Vincent Pierins)
5. Risin' – 4:05 (Simon May, Janice Robinson, Sandy B, Portia Neeley-Rolle)
6. Ridin' By – 4:04 (Evert Verhees, Vivica Turrentine)
7. Shelter – 3:59 (Sandra St. Victor, Tom Hammer)
8. Sisters Are Doing It for Themselves – 4:20 (Annie Lennox, David A. Stewart) – (feat. The Pointer Sisters)
9. Fragile, Not Broken – 2:52 (Ben Robbins, Simon May)
10. Rid of You – 3:33 (C. Grönlund, F. Stenberg, M. Starander, Z. Stamenkovic)
11. Gone to Stay – 3:39 (Herbert Cricklow, Eric Le Tennen, Peer Stappe)
12. I Survived You – 3:47 (Ty Lacy, Jeff Franzel, Jess Cates)
13. Everything & More – 3:53 (Hiten Bharadia, Philippe-Marc Anguetil, Philip Hochstrate, Louise Faelt) – (Album version)
14. Glamorous – 3:58 (Adrian Newman, Jade MacRae) – (Album version)
15. Drop a Little – 3:03 (Carsten Schedler, Vanessa Mason, Beccy Boo) – (Single version)
16. Where She Belongs – 3:37 (Dave Janssens, Adi Mehic, Wim Van Der Westen, Geert Vanbever, Tony Vandaravert)
17. All or Nothing – 4:03 (Greg Fitzgerald, Tony Cornelissen, Bart Voncken)
18. Heartbreaker – 3:24 (Kit Hain, Stefaan Fernande, Jan van Duikeren)
19. Wise Girl – 4:19 (Steve Mac, Alistar Tennant, Carmen Reece)
20. Burning Star – 3:32 (Luke Boyd, Micah Otano, Mike Barkulis) – (feat. Anastacia)

Durata totale: 74:00
CD2
1. Feeling – 3:23 (Roland Spremberg, Rike Boomgaarden, Jan van Duikeren) – (Acoustic)
2. Still with Me – 4:47 (Greg Fitzgerald, Natalia Druyts) – (Acoustic)
3. Higher That the Sun – 4:00 (Yurek Onzia, Vincent Pierins) – (Acoustic)
4. Iko Iko – 3:48 (Rosa Lee Hawkins, Barbara Ann Hawkins, Joan Marie Johnson, Jessie Thomas) – (Acoustic)
5. Match Made in Heaven – 4:15 (Hans Francken, Ingrid Mank) – (Acoustic)
6. Obsesión – 4:07 (Anthony Santos) – (Acoustic)
7. Cat That Got the Cream – 3:19 (Adrian Zag, Natalia Druyts, Tommy Berre)
8. I've Only Begun to Fight – 4:38 (Jan Leyers, Michael Garvin)

Durata totale: 32:17

## Classifiche
| Paese            | Posizione raggiunta |
| ---------------- | ------------------- |
| Belgio (Fiandre) | 10                  |